# Koki Ikeda
Koki Ikeda (池田 向希 Ikeda Kōki?), född 3 maj 1998 i Hamamatsu, är en japansk gångare.

## Karriär
I augusti 2021 vid OS i Tokyo tog Ikeda silver på 20 kilometer gång. I juli 2022 vid VM i Eugene tog han återigen silver på 20 kilometer gång.

## Tävlingar
| År                 | Tävling                | Plats              | Placering          | Gren               | Tid                |
| Tävlande för Japan | Tävlande för Japan     | Tävlande för Japan | Tävlande för Japan | Tävlande för Japan | Tävlande för Japan |
| ------------------ | ---------------------- | ------------------ | ------------------ | ------------------ | ------------------ |
| 2019               | Sommaruniversiaden     | Neapel             | 1:a                | 20 km gång         | 1:22.49            |
| 2019               | Världsmästerskapen     | Doha               | 6:e                | 20 km gång         | 1:29.02            |
| 2021               | Olympiska sommarspelen | Tokyo              | 2:a                | 20 km gång         | 1:21.14            |
| 2022               | Världsmästerskapen     | Eugene             | 2:a                | 20 km gång         | 1:19.14            |